# Сонце (телеканал)
«Сонце» — загальноукраїнський розважальний телеканал.

## Історія
21 березня 2012 року українська продакшн-компанія «Студія Пілот» отримала ліцензію на мовлення від Національної ради з питань телебачення і радіомовлення. Засновники телеканалу: Олександр Брикайло та Сергій Лавренюк. Мовлення телеканалу розпочалося 4 лютого 2013 року.
1 серпня 2018 року телеканал перейшов до широкоекранного мовлення 16:9.
У зв'язку з російським вторгненням в Україну з 24 лютого по 25 березня 2022 року ретранслював етер американського телеканалу «CNN» (без перекладу). 25 лютого канал додав плашку «Гарячі новини. Світ». З 26 березня телеканал відновив самостійне мовлення.
16 лютого 2023 року НацРада видала «Сонцю» тимчасовий дозвіл на мовлення в період дії воєнного стану в Україні на MX-5 мережі DVB-T2, а 21 лютого він розпочав мовлення.
31 жовтня став переможцем конкурсу на отримання ліцензії на мовлення в MX-7 цифрової етерної мережі DVB-T2, а 21 листопада почав мовлення.
17 лютого 2024 року телеканал припинив мовлення в мультиплексі MX-5 цифрової етерної мережі DVB-T2.
Телеканал подавав запит на зміни до ліцензії з наміром перейти з мультиплекса MX-7 на інший, однак на засіданні 30 травня 2024 року регулятор не дозволив зробити це. Генеральна директорка «Сонця» Крістіна Хлапоніна виданню «Детектор медіа» сказала, що канал не хотів переходити з МХ-7. Натомість ішлось про запит на додаткову тимчасову можливість поширення сигналу.
На засіданні 8 серпня того ж року НацРада перевела «Сонце» в мультиплекс MX-3 замість спорідненого телеканалу «Сонце+», який натомість перевели в MX-7. Вже наступного дня «Сонце» розпочало мовлення в MX-3, а «Сонце+» — 4 вересня в MX-7.

## Наповнення етеру

### Програми, які транслюються
- 3x4 Найкумедніше домашнє відео
- Найкращий кухар на селі
- Правила життя
- Рецепти Джеймі Олівера
- Джеймі Олівер. Обід за 15 хвилин
- Джеймі Олівер. Обід за 30 хвилин
- Гучна справа

### Архівні програми
- Еники-Беники
- ВусоЛапоХвіст
- Жити Здорово
- Давай одружимося
- Вулиця Сезам
- Круті розводи
- Гарячі новини на Сонці
- Паралельний світ
- Ніч на «Сонці» (еротика вночі)

## Серіали
- Викликайте акушерку
- Злочин у раю
- Мислити як вбивця
- Суто англійські вбивства
- CSI: Нью-Йорк
- CSI: Місце злочину
- Гаваї 5.0
- 4исла
- Медіум
- Незабутнє
- Нічна зміна
- Справа Дойлів
- Чорний список
- Менталіст
- Ботоферма

## Мультсеріали
- Фіксики

## Порушення у дні жалоби
Моніторинг Національної Ради показав, що телеканал «Сонце» не поширював інформацію про День Чорнобильської трагедії 26 квітня 2024 року у повному обсязі, а саме мінімум — раз на дві години. На засіданні представниця каналу сказала, що рухомий рядок в етері був, але через технічні причини відображався некоректно. За результатами моніторингу регулятор виніс телеканалу припис.
Моніторинг НацРади показав, що «Сонце» не поширював інформацію про День пам'яті українців, які рятували євреїв під час Другої світової війни 14 травня 2024 року у повному обсязі а саме мінімум — раз на дві години.

## Мовлення

### Супутникове мовлення
| Супутник          | Стандарт | Частота | Символьна швидкість | Поляризація     | FEC | Формат зображення | Кодування |
| ----------------- | -------- | ------- | ------------------- | --------------- | --- | ----------------- | --------- |
| Astra 4A (4,8°E)  | DVB-S    | 12130   | 27500               | V (вертикальна) | 3/4 | MPEG-2            | FTA       |
| Astra 3C (23.5°E) | DVB-S2   | 12285   | 30000               | V (вертикальна) | 2/3 | MPEG-4            | FTA       |

### Етерне цифрове мовлення
| Канал | Мультиплекс | Стандарт | Формат мовлення |
| ----- | ----------- | -------- | --------------- |
| 9     | MX-3        | DVB-T2   | SD 576i 16:9    |